# وشتاتة
وشتاتة أو وشتاته هي قبيلة أمازيغية تنتشر في كل من المغرب والجزائر وتونس وليبيا، وهي بطن من بطون قبيلة أداسة الأمازيغية.

## التاريخ
وشتاتة قبيلة أمازيغية و شعب من شعوب أداسة الأمازيغية الذين دخلوا و اختلطوا مع قبائل هوارة الأمازيغية حسب ابن خلدون، وقد اندثرت قبيلة وشتاتة تقريباً في ليبيا إلّا أنها قد تركت اسمها في قلعة تقوم جنوب جسر ترهونة، ولا تزال حتى اليوم جماعتان من هوارة هما بنو ورْغة وبنو وشتاته تعيشان في ما يعرف بالتل الأعلى في تونس؛ وهي تستقر بالجبال القريبة من نهر مجردة بالقطر التونسي، وتسكن جبل زالغ المشرف على مدينة فاس، وإليها ينسب الموضع المسمى باب وشتاتة منه بالمغرب.
وتعتبر قبيلة وشتاتة من القبائل الأمازيغية التي استوطنت فاس. وقد ذكر أبو عبيد الله البكري الأندلسي خلال القرن 11م أن بعض من هوارة كانوا يعيشون بين طوائف البربر التى تنزل إقليم فاس، وقد كانت طائفة منهم تنزل موضعا يعرف بـ «وشتاتة»
وقد أدت النزاعات بين قبائل بني هلال وبني سليم حول تملك مدينة تيفاش الواقعة على طريق الجبل الرابط بين المسيلة والقيروان، إلى انتقالها إلى سلطة قبيلة وشتاتة مع فروع من هوارة (بني شارن، ونيفن، الخ...)، فسيطروا على المدينة وجعلوها مخزنًا للحبوب، وانتشروا في المجال الممتد على طول الظهرية التلية، من تيفاش إلى الهوارية، منافسين في ذلك قبائل بني سليم وبني هلال، وحتى السلطة المخزنية التي احتاجت إلى بعث حملات لتأديبها سنة 636هـ/1238م، و915هـ/1509م.